# 946

## Догађаји
- 26. мај — Енглески краљ Едмунд I Величанствени је убијен; наслеђује га брат Едред.

- Краљ Отон I са експедиционим снагама упада у Краљевство Западне Франачке, али његове војске нису довољно јаке да заузму кључне градове Лаон, Ремс и Париз. После три месеца, Отон I завршава свој поход не победивши свог ривала Ига Великог. Он успева да свргне Ига од Вермандоа са положаја надбискупа Ремса, враћајући Арталда од Ремса на његову бившу функцију.
- 28. јануар – Емир Муиз ал-Давла, владар Бујидског царства, је ослепео и свргнуо калифа Ал-Мустакфија. Наследио га је Ал-Мути и он постаје само фигура (са владајућом династијом Буијид) некада моћног Абасидског калифата док покушава да обнови мир.
- 16. мај – Цар Сузаку абдицирао је са престола после 16-годишње владавине. Наслеђује га брат Мураками, који постаје 62. цар Јапана.
- Лето – Папа Марин II умире у Риму после четворогодишње владавине. Наследио га је папа Агапит II и изабран је уз подршку римског деспота Алберика II. Агапет је постављен за 129. римског папу.
- 2. новембар – Велика ерупција планине Паекту на модерној граници Северне Кореје и Кине. Ерупција је била једна од најјачих у последњих 10.000 година.

## Смрти
- 26. мај — Едмунд I Величанствени, краљ Енглеске